# Doppeldorf

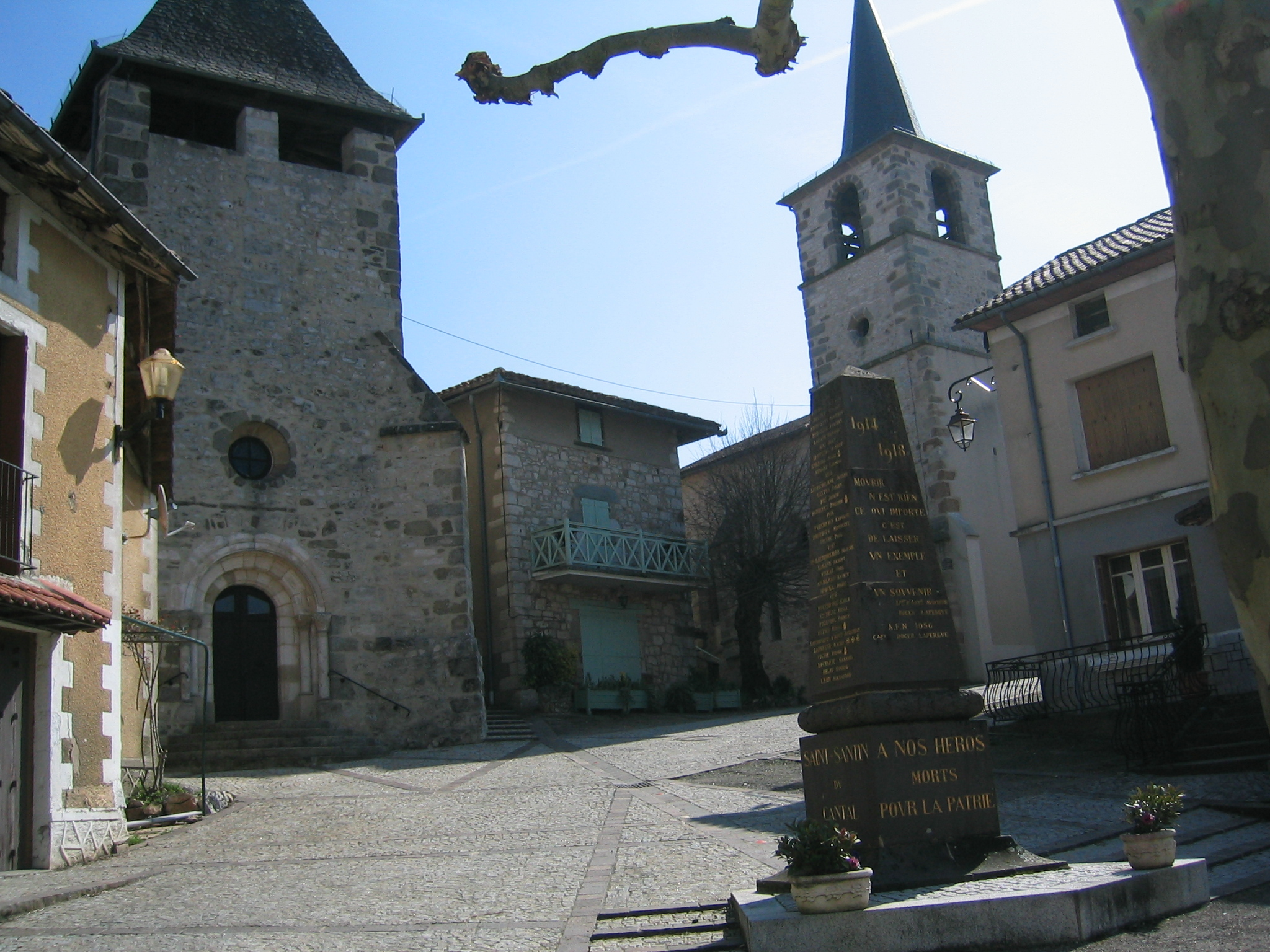
Das Doppeldorf Saint-Santin im Département Aveyron und unmittelbar angrenzend Saint-Santin-de-Maurs im Département Cantal (Frankreich).

Ein Doppeldorf (auch: Doppel-Dorf, englisch Double village; französisch village double) ist eine dörfliche Siedlungsform und wird aus zwei kommunalen Gemeinschaften gebildet. Doppeldörfer sind weltweit anzufinden.

## Definition
Doppeldörfer sind kommunale Einheiten:
- die ursprünglich getrennt waren und zusammengewachsen sind und unter Umständen auch eine gemeinsame Verwaltung entwickelten. Beispiele sind Trudering in Bayern, Aach und Linz in Baden-Württemberg oder Hiers und Brouage im Département Charente-Maritime (Nouvelle-Aquitaine, Frankreich), Burgh und Haamstede  (Provinz Zeeland, Niederlande) und Trinksaifen und Hochofen[1] oder aber
- die enge gemeinsame Verbindungen haben und sich als faktische Einheit betrachten oder betrachtet haben, obwohl sie räumlich getrennt sind/waren (z. B. Böckwitz/Zicherie)[2] oder Obertelfes und Untertelfes (Südtirol), oder
- die eine dörfliche Einheit waren und getrennt wurden (Beispiele: St. Margrethen[3] in St. Gallen (Schweiz) und Höchst[4] in Vorarlberg (Österreich), Gmünd in Österreich und České Velenice in Tschechien, Oberhausen/Welchenhausen oder Stoubach/Stupbach – diese beiden in Belgien bzw. Deutschland).

Es kann daher in rechtliche Einheiten und in faktische Einheiten unterschieden werden. Rechtliche Einheiten werden oftmals durch Zusammenlegungen oder Trennungen von Ortschaften, Provinzen etc. gebildet bzw. geteilt. Dies kann freiwillig, also mit Zustimmung der Bevölkerung erfolgen oder auch unfreiwillig.

## Besonderheiten

### Frankreich
Einen Sonderfall bildet z. B. das seit 1790 getrennte Doppeldorf Saint-Santin (Département Aveyron) und Saint-Santin-de-Maurs (Département Cantal), die historisch zusammengehören und auch über einige gemeinsame Einrichtungen verfügen (Schule, Einkaufsmarkt, früher auch der Friedhof etc.), dennoch inzwischen auf der Eigenständigkeit jeden Teils bestehen und dies auch touristisch vermarkten. Der Schriftsteller Jean Anglade (* 1915) hat sich durch dieses Doppeldorf zum Roman Un souper de neige (Ein Abendessen bei Schnee) inspirieren lassen.

### Frankreich/Spanien
La Jonquera in Spanien bildet mit dem französischen Le Perthus ein Doppeldorf. Auf spanischer Seite befindet sich das steuerbegünstigte Gebiet Els Límits. Dieses ist bei französischen Kunden sehr beliebt. Am 21. Oktober 2010 wurde auf spanischer Seite das größte Bordell Europas mit 80 Zimmern mit Sexarbeiterinnen besonders aus Rumänien eröffnet; dies gegen den Willen des Gemeinderates und des Bürgermeisters. Die Baugenehmigung wurde vor Gericht erstritten. In Frankreich sind Bordelle verboten.

### Deutschland
Andere Doppeldörfer sind auf die Entwicklung zum Doppeldorf und die Gemeinsamkeiten stolz, wie z. B. Petershagen/Eggersdorf oder Bröthen/Michalken und weisen auf diesen besonderen Umstand hin.